# Anton Loessner
Anton Christopher Loessner (* 4. November 1885 in Berlingerode; † 20. November 1946) war ein deutscher Ostforscher, den ein Sowjetisches Militärtribunal (SMT) in der Sowjetischen Besatzungszone (SBZ) mit der Begründung, Kriegsverbrecher und Spion zu sein, zum Tode verurteilte.

## Leben
Loessner war 1936 und 1937 als wissenschaftlicher Referent für Ostsprachen beim Reichsministerium des Innern tätig und wirkte später als Major im Oberkommando der Wehrmacht. Vor dem Ende des Zweiten Weltkriegs arbeitete Loessner im Preußischen Geheimen Staatsarchiv (PGStA) und half im März 1945 bei der Verlagerung des Archivs nach Coburg. Am 18. Dezember desselben Jahres nahm ihn die sowjetische Geheimpolizei NKWD in Weißwasser in der SBZ fest. Am 24. September 1946 verurteilte ihn ein SMT zum Tode durch Erschießen. Das Urteil wurde am 20. November 1946 vollstreckt.
Am 4. November 2002 wurde Anton Loessner von der Regierung der Russischen Föderation rehabilitiert.

## Schriften (Auswahl)
- Gehört Ostdeutschland zur Urheimat der Polen? 1928.
- Der Abfall Polens 1918/19 im polnischen Schrifttum (= Ostland-Schriften 6, herausgegeben vom Ostland-Institut Danzig). Danzig 1933.
- Biographie von Józef Piłsudski unter dem Titel Josef Piłsudski. Eine Lebensbeschreibung auf Grund seiner eigenen Schriften. Hirzel, Leipzig 1935.
- Übersetzung von Das deutsche Siedlungswesen in Ostpreussen. 1935.
- Übersetzung von Die ersten fünfzehn Jahre des unabhängigen Polens 1918–1933: Abriss der politischen Geschichte. 1935.
- Die polnische See- und Kolonialliga. In: Johannes Papritz, Wilhelm Koppe (Hrsg.): Jomsburg. Jahrgang 1.
- Übersetzung von Die Danziger Frage. 1937.
- Der militärische Wert Karpatorusslands. 1937.
- Ist die Ostsee ein geschlossenes Meer? 1938.
- Das Grenzschutz-Korps in den polnischen Grenzgebieten. 1938.
- Der Handel Posens bis zur Mitte des 16. Jahrhunderts. 1941.